# 탈시시

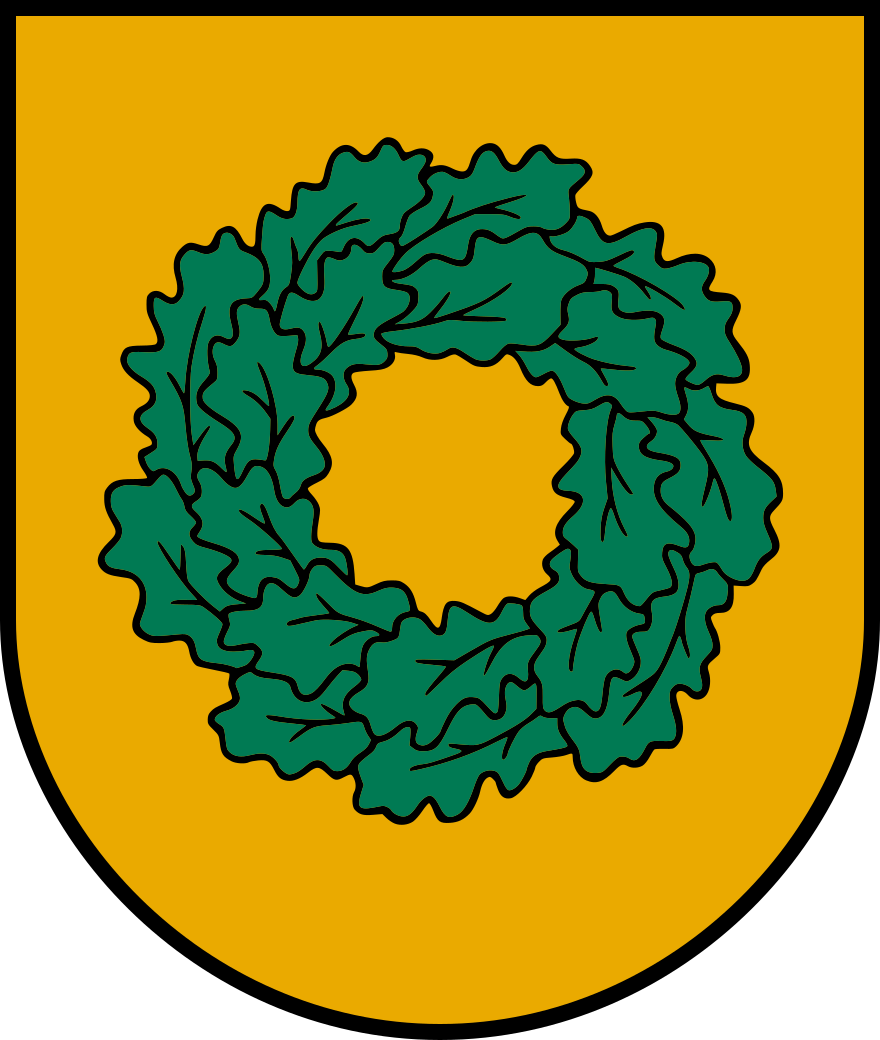
시 문장

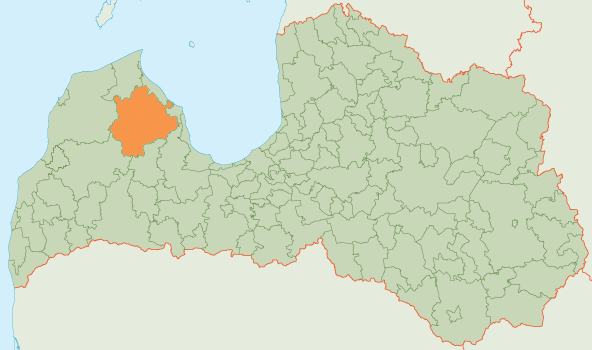
탈시 시의 위치

탈시시(라트비아어: Talsu novads)는 라트비아의 지방 자치체로 행정 중심지는 탈시이며 면적은 1,763.2km2, 인구는 34,871명(2009년 기준), 인구 밀도는 20명/km2이다. 4개 도시, 14개 교구를 관할한다.